# Зоран Модли
Зоран Модли (Земун, 22. април 1948 — Београд, 23. фебруар 2020) био је српски новинар, радијски диск-џокеј, пилот и инструктор летења.

## Биографија
Зоран Модли је био један од најпознатијих српских радио новинара и ди-џејева. Почео је каријеру диск-џокеја почетком седамдесетих година двадесетог века у београдским дискотекама, практично увевши свој посао у Југославију, пошто у то време посао особе која пушта музику у дискотеци није сматран значајним. Издао је плочу „Зоран Модли и летећа дискотека“ и био је уредник једне рубрике у музичком магазину „Џубокс“. Модли је са Бором Ђорђевићем почетком 1975. године основао групу „Хајдук Станко и јатаци“, у којој је био певач, али су имали само два сингла, „На путу за Стамбол“ и „Анђелија, чувај се Турака“.
Био је веома популаран радио водитељ током осамдесетих када је имао емисију „Вентилатор 202“ (кум је био Влада Јанковић Џет). Модли се трудио да буде иновативан и први је водио емисију из авиона, док пилотира. Следећа иновација је била скупљање трака са демо снимцима. Ова емисија постаје поготово популарна и значајна за развој музике на овим просторима када почиње да објављује демо снимке нових група. Из његове „Демо топ листе“ су издвојени материјали који су издати од 1983. до 1985. године на три албума. Тако су своје прве композиције објавили састави као што су „Катарина II“ (касније ЕКВ), „Партибрејкерс“, „Rex Ilusivii“, „Денис и Денис“, „Густаф и његови добри духови“, „Карлови Вари“, „Доријан Греј“, „Психомодо Поп“, „Лаки Пингвини“, „Ла Страда“. Модли је одувек био склон новим технологијама и још 1979. године је доводио у емисију професора Владимира Ајдачића а касније почиње сарадњу са уредницима часописа за популаризацију науке „Галаксија“.
У његовим емисијама се први пут чуло шкрипање и цврчање рачунарских програма када је Дејан Ристановић донео једну рутину за Спектрум на магнетској касети и пустио је у програм. Посебан ентузијазам је ова емисија изазвала почетком 1984. године када су се у етар емитовали програми за први домаћи рачунар у самоградњи „Галаксија“. Од тог момента његове радио рок енд рол емисије добијају, у то доба нов призвук високих технологија, он је за себе измислио назив радио-хакер. Каријера „Вентилатора“ се завршава 1987. године и посвећује се више каријери пилота на великим путничким авионима.
Емисију „Модулације“ Модли почиње на тада новооснованом радију „Пингвин“ у мају 1993. године. И овога пута уводи новине, емитује „Модул топ тен“ врх листу МОД датотека, рудиментарне рачунарски створене музике. Ова емисија се 1995. године сели на радио Београд 202, а 1996. године добија награду „Дискоболос“ за најбољу радио и ТВ емисију о рачунарима. Међутим, убрзо се опет враћа на радио „Пингвин“ уз нови назив „Модулације - The Next Generation“, али укратко потом прелази на МИП радио где остаје до 1999. године када се емисија гаси.
Од 2000. покреће емисију „Заир“ (Закон акције и реакције) која је годину дана емитована на радију Београд 202 (данас се емитује на београдском Радију Лагуна и на више независних радио станица у Србији и региону), а од 2002. године опет прави технолошки искорак јер се емисија спрема унапред у кућним условима и на рачунару, а прослеђује се мрежи локалних радио-станица путем интернета, а може се преузети са Модлијевог интернет сајта. Од пролећа 2011. године емисије се могу скидати и као подкастови са Apple iTunes-a. Повучени новим каналом дистрибуције, на листу ре-емитера у групу се укључује и више специјализованих интернет портала и веб радија.
С обзиром на то да није само радио као диск-џокеј већ и као професионални пилот и инструктор летења, Модли је писао и књиге намењене популаризацији пилотског позива, и то укупно 7 наслова.
Живео је у Београду. После више од 20 година проведених у ЈАТ-у, где је управљао Боингом 727, наставио је пилотску каријеру као капетан у приватној авиокомпанији Принц Авијешн, све до 15. јула 2010. године, када је доживео удес на аеродрому Брач склизнувши са писте млазним пословним авионом Цесна Сајтејшн 2. Авион је изгорео, али су посада и путници изашли неповређени. Након овог удеса Модли је напустио каријеру пилота не могавши себи да опрости грешку коју је начинио током процедуре слетања и последичну незгоду. До детаља је описао свој последњи лет у првом поглављу "Пилотске књиге", с једним циљем: да упозори младе пилоте да никада не прецењују своје способности како би избегли могућност да нешто слично доживе у властитој каријери.
Такође, уређивао је веб презентацију www.modli.rs коју је рачунарски часопис PC Press сврстао међу 50 најбољих у 2001, 2003. и 2004. години. Одржавао је и веома посећен Фејсбук профил под својим именом, третирајући га и као свој лични блог.

## Занимљивости
- Због карактеристичне боје гласа, у неколико домаћих филмова током 80-их појављује искључиво његов глас: „Хало такси“, „Тесна кожа“ и „Шећерна водица“.
- Отац му је био инжењер Јосип Модли, пројектант авиона Модли 8.[7]